# Ваныя
Ваныя (устар. Ваны-Я) — река в России, протекает по территории Берёзовского района Ханты-Мансийского АО. Устье реки находится в 33 км по правому берегу Няйса. Длина реки — 32 км. В 15 км от устья впадает правый приток Ваныятоип.

## Данные водного реестра
По данным государственного водного реестра России относится к Нижнеобскому бассейновому округу, водохозяйственный участок реки — Северная Сосьва, речной подбассейн реки — Северная Сосьва. Речной бассейн реки — (Нижняя) Обь от впадения Иртыша.